# 攻撃戦だ
「攻撃戦だ」（こうげきせんだ、朝鮮語: 공격전이다; 英語: This is an Attack）は、2010年1月27日に発表された朝鮮民主主義人民共和国（北朝鮮）の歌曲。
このタイトルは、原題の“공격전이다”を日本語に直訳したものであり、朝鮮の声放送では「攻撃の勢いで」の邦題で紹介された。日本のインターネット上では、曲中で連呼される「攻撃」の発音をカタカナ読みした「コンギョ」という通称で広く知られている。

## 概要
2010年1月27日付の労働新聞に曲名と歌詞が掲載された。朝鮮文学芸術総同盟の傘下にある朝鮮作家同盟中央委員会の作家ユン・ドゥグンが作詞し、当時普天堡電子楽団所属の作曲家アン・ジョンホが作曲、歌唱はユン・ヘヨンである。歌詞には北朝鮮の山岳である白頭山（朝鮮語: 백두산）・正日峰（朝鮮語: 정일봉）などのフレーズが含まれ、全体として勇ましいものとなっている。
北朝鮮は2010年の経済目標を達成するため、人民に「総攻撃戦」を促した。「総攻撃戦」とは、経済の各分野で最高の成果をあげるため総力を傾けることを人民に求める北朝鮮政府のスローガンである。この楽曲はそうした時期に北朝鮮で制作・発表されたため、大韓民国の通信社である聯合ニュースは当時、「北韓（北朝鮮）が2010年の経済目標達成のため歌謡まで作って普及させたことからみると、北韓からかなりの切迫した雰囲気が感じられる」と報じた。

## 認知
オリジナルのユン・ヘヨン歌唱版（普天堡電子楽団、公演版はワンジェサン芸術団演奏）、混声重唱と合唱版（銀河水管弦楽団）や、牡丹峰楽団による演奏の軽音楽版が知られているほか、『その方の理想』とのカップリングによる太鼓舞踊と混声傍唱版 『熙川速度で強盛大国へ』が発表されており、朝鮮中央放送の音楽番組では頻繁にとりあげられている。
2010年に北朝鮮の「労働新聞」にて歌詞とタイトルが発表され、同年12月には、YouTubeからニコニコ動画にMVとも呼べる動画が転載された。全編に渡ってロックサウンドを基調としており、当時の北朝鮮の楽曲では珍しいタイプの音楽として非常に大きな反響を呼んだ。
2011年11月15日に平壌の金日成競技場で開催された2014年FIFAワールドカップ・アジア3次予選の「北朝鮮対日本」戦では、平壌市民からなる5万人の観衆がサッカー北朝鮮代表を応援するため試合開始前に『攻撃戦だ』を合唱した。
日本でも著名な北朝鮮の楽曲の1つであり、2014年にはJOYSOUNDで一時『攻撃戦だ』の配信が交渉中となった。また、東京・新大久保のNK-POP（北朝鮮歌謡）イベントでも人気のある曲となっている。